# Clarebergs ridklubb
Clarebergs Ridklubb är en ridklubb  i Göteborg och är belägen i Kärra vid foten av Angeredsbron. Klubben startade 1969 i samband med att Liz och Lars Parmler startade ridskola.  Man var med och startade Göteborg Horse Show som lever kvar än i dag som en av världens största hästtävlingar.
Stallet, som från början var en ombyggd ladugård, renoverades och inreddes enligt rådande normer under 2003, inhyser 50-talet hästar. Inkomsterna från Göteborg Horse Show har möjliggjort byggandet av ett ridhus som stod färdigt 1979 och som används i verksamheten än idag. 

## Tävlingsverksamhet
Klubben har vunnit Ridsportallsvenskan fem gånger, 1978, 1979, 1980, 1981 och 1982.